# De Zalm (Mechelen)

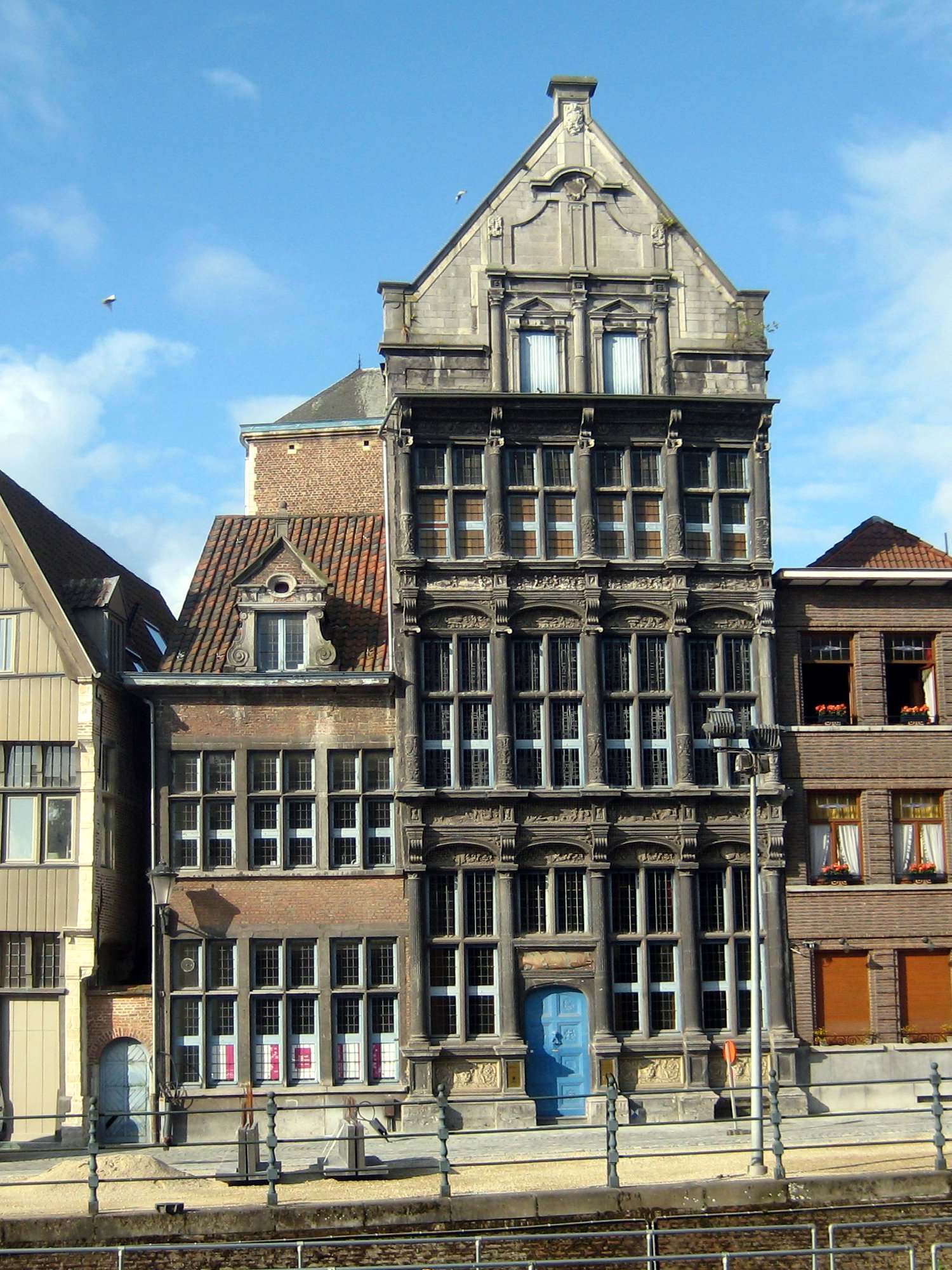
De Zalm met links Den kleinen Zalm

De Zalm is een historisch pand op de Zoutwerf te Mechelen. Het is het voormalig ambachtshuis van de visverkopers van Mechelen.
In 1519 stond op deze plaats het pand Santvliet. In dat jaar werd dit pand aangekocht door het ambacht van de visverkopers en tussen 1530 en 1535 bouwden ze hier hun nieuw ambachtshuis waarvan de gevel werd ontworpen door Jan van Werchtere. Het kreeg de naam In den grooten Zalm. Het was een prestigieus pand in vroeg-renaissance-stijl. Boven de deur is een zalm in halfreliëf afgebeeld en naast de deur een leeuwenkop en renaissancemotieven. De oorspronkelijke arduinen halfreliëfs werden in de 19e eeuw verwijderd ter conservering en vervangen door gietijzeren kopieën. In 1610 werd de top van de gevel afgewerkt in een andere stijl en in 1714 werd een bouwvallige balustrade afgebroken en werden enkele beelden uit de gevel verwijderd.
Het pand er links naast heette aanvankelijk Innehuysken en werd gebruikt door de ontvanger van de stadsrechten. Na een brand in 1680 werd het ook aangekocht door het ambacht van de visverkopers en heropgebouwd. Het kreeg de naam Den kleinen Zalm.
Het ambacht werd in de Franse tijd afgeschaft en hun goederen werden verbeurd verklaard. In 1798 werd het pand aangekocht door J.B. Olivier. Het was ook nog eigendom van kunstschilder Willem Geets die een monumentale schouw op de eerste tussenverdieping liet bouwen. In 1943 kocht de stad Mechelen het pand. De achterkant van De Zalm werd zwaar beschadigd door de inslag van een V-bom in 1945. Na een restauratie werd het pand in 1959 in gebruik genomen als Museum der Oude Mechelse Kunstambachten. Den kleinen Zalm, dat voordien een estaminet was, diende als conciërgewoning van het museum. Stad Mechelen wilde het pand verkopen, maar stelde de verkoop uit wegens een te laag bod.